# العازب وبوبي سوكسر (فلم)
العازب وبوبي سوكسر (بالإنجليزية: The Bachelor and the Bobby-Soxer) هو فيلم كوميدي تم إنتاجه في الولايات المتحدة وصدر في سنة 1947.

## طاقم التمثيل
- كاري غرانت
- شيرلي تيمبل

## الميزانية والإيرادات
حقق أرباحا تقدر بـ 5,550,000 دولار.

### ترشيحات وجوائز
| السنة | الحدث  | الفئة             | النتيجة |
| ----- | ------ | ----------------- | ------- |
|       | أوسكار | أفضل سيناريو أصلي | فوز     |

## وصلات خارجية
- العازب وبوبي سوكسر على موقع IMDb (الإنجليزية)
- العازب وبوبي سوكسر على موقع ميتاكريتيك (الإنجليزية)
- العازب وبوبي سوكسر على موقع روتن توميتوز (الإنجليزية)
- العازب وبوبي سوكسر على موقع نتفليكس (الإنجليزية)
- العازب وبوبي سوكسر على موقع ألو سيني (الفرنسية)
- العازب وبوبي سوكسر على موقع Turner Classic Movies (الإنجليزية)
- العازب وبوبي سوكسر على موقع أول موفي (الإنجليزية)
- العازب وبوبي سوكسر على موقع بوكس أوفيس موجو (الإنجليزية)
- العازب وبوبي سوكسر على موقع فيلمافينيتي (الإسبانية)
- العازب وبوبي سوكسر على موقع قاعدة بيانات الفيلم (الإنجليزية)

1. ↑  وصلة مرجع: https://www.oscars.org/oscars/ceremonies/1948.
2. ↑  "معلومات عن العازب وبوبي سوكسر (فيلم) على موقع kinopoisk.ru". kinopoisk.ru. مؤرشف من الأصل في 2016-11-07.
3. ↑  "معلومات عن العازب وبوبي سوكسر (فيلم) على موقع dfi.dk". dfi.dk. مؤرشف من الأصل في 2019-12-11. {{استشهاد ويب}}: |archive-date= / |archive-url= timestamp mismatch (مساعدة)
4. ↑  "معلومات عن العازب وبوبي سوكسر (فيلم) على موقع cinematografo.it". cinematografo.it. مؤرشف من الأصل في 2019-12-11.